# Coppa della Germania Est 1964-1965
La Coppa della Germania Est 1964-65 fu la quattordicesima edizione della competizione.

## Qualificazioni
2 agosto 1964.
| Casa                           |   | Trasferta                      | Risultato |
| ------------------------------ | - | ------------------------------ | --------- |
| BSG Chemie Bitterfeld          | – | SC Chemie Halle                | 0–3       |
| BSG Motor Hennigsdorf          | – | SC Potsdam                     | 3–4 dts   |
| BSG Aufbau Jüterbog            | – | TSC Berlin                     | 3–2 dts   |
| BSG Aktivist Laubusch          | – | SC Cottbus                     | 0–1       |
| SG Dynamo Adlershof            | – | BSG Motor Dessau               | 0–2       |
| TSG Wismar                     | – | ASK Vorwärts Rostock           | 4–3       |
| BSG Einheit Gersdorf           | – | SG Dynamo Hohenschönhausen     | 1–4 dts   |
| SG Adlershof Berlin            | – | BSG Motor Köpenick             | 0–1       |
| BSG Traktor Lassan             | – | BSG Motor Wolgast              | 2–3       |
| ZSG Seifennersdorf             | – | SC Einheit Frankfurt/Oder      | 1–3       |
| BSG Rotation Blankenstein      | – | BSG Wismut Gera                | 0–1 dts   |
| BSG Empor Wurzen               | – | SC Fortschritt Weißenfels      | 2–3       |
| ASG Vorwärts Beetzendorf       | – | SG Dynamo Eisleben             | 1–4       |
| BSG Wismut Gera II             | – | BSG Aktivist Karl-Marx Zwickau | 1–5       |
| BSG Einheit Reichenbach        | – | BSG Motor West Karl-Marx-Stadt | 3–1       |
| BSG Fortschritt Spremberg      | – | BSG Motor Bautzen              | 2–3       |
| BSG Motor Oberlind             | – | ASG Vorwärts Leipzig           | 1–8       |
| BSG Motor Breitungen           | – | BSG Motor Eisenach             | 0–2       |
| BSG Aktivist Zwenkau           | – | BSG Chemie Zeitz               | 0–1       |
| BSG Lokomotive Halberstadt     | – | BSG Stahl Eisleben             | 7–0       |
| SG Dynamo Eisleben II          | – | BSG Chemie Wolfen              | 0–2       |
| BSG Verkehrbetriebe Demmin     | – | BSG Einheit Greifswald         | 2–3 dts   |
| BSG Empor Neustrelitz          | – | ASG Vorwärts Neubrandenburg    | 0–7       |
| BSG Lokomotive Frankfurt/Oder  | – | BSG Stahl Eisenhüttenstadt     | 3–3 dts   |
| BSG Stahl Finow                | – | SC Frankfurt/Oder              | 2–2 dts   |
| BSG Fortschritt Apolda         | – | BSG Motor Weimar               | 1–1 dts   |
| SG Dynamo Dresden II           | – | BSG Stahl Riesa                | 4–4 dts   |
| BSG Einheit Breitenbach        | – | SC Turbine Erfurt              | 0–2 dts   |
| BSG Chemie Veritas Wittenberge | – | SG Dynamo Schwerin             | ?–?       |
| BSG Lokomotive Wittenberge     | – | BSG Turbine Magdeburg          | ?–?       |

### Ripetizioni
| Casa                       |   | Trasferta                     | Risultato |
| -------------------------- | - | ----------------------------- | --------- |
| BSG Stahl Eisenhüttenstadt | – | BSG Lokomotive Frankfurt/Oder | 6–1       |
| SC Frankfurt/Oder          | – | BSG Stahl Finow               | 6–1       |
| BSG Motor Weimar           | – | BSG Fortschritt Apolda        | 1–0       |
| BSG Stahl Riesa            | – | SG Dynamo Dresden II          | 5–1       |

qualificate d'ufficio: ASG Vorwärts Cottbus, BSG Stahl Lippendorf

## 1º turno
| Casa                           |   | Trasferta                   | Risultato  |
| ------------------------------ | - | --------------------------- | ---------- |
| SG Dynamo Eisleben             | – | SC Turbine Erfurt           | 1–0        |
| SC Fortschritt Weißenfels      | – | SC Chemie Halle             | 1–3        |
| BSG Chemie Zeitz               | – | SC Potsdam                  | 3–2        |
| BSG Einheit Greifswald         | – | ASG Vorwärts Neubrandenburg | 0–3        |
| SG Dynamo Schwerin             | – | BSG Turbine Magdeburg       | 0–1        |
| BSG Motor Wolgast              | – | TSG Wismar                  | 2–4        |
| SG Dynamo Hohenschönhausen     | – | BSG Lokomotive Halberstadt  | 0–1 dts    |
| BSG Motor Dessau               | – | SC Frankfurt/Oder           | 7–1        |
| SC Cottbus                     | – | BSG Aufbau Jüterbog         | 2–0        |
| BSG Motor Eisenach             | – | BSG Motor Weimar            | 2–1        |
| BSG Aktivist Karl-Marx Zwickau | – | BSG Einheit Reichenbach     | 3–0        |
| ASG Vorwärts Leipzig           | – | BSG Stahl Lippendorf        | 1–0 dts ^^ |
| BSG Motor Bautzen              | – | ASG Vorwärts Cottbus        | 1–2        |
| BSG Wismut Gera                | – | SC Einheit Dresden          | 2–1        |
| BSG Stahl Riesa                | – | BSG Stahl Eisenhüttenstadt  | 5–0        |
| BSG Chemie Wolfen              | – | BSG Motor Köpenick Berlin   | 0–0 dts    |

^^ giocato a Altenburg.

### Ripetizione
| Casa                      |   | Trasferta         | Risultato |
| ------------------------- | - | ----------------- | --------- |
| BSG Motor Köpenick Berlin | – | BSG Chemie Wolfen | ?–?       |

## 2º turno
1º novembre 1964.
| Casa                           |   | Trasferta              | Risultato   |
| ------------------------------ | - | ---------------------- | ----------- |
| SC Chemie Halle                | – | BSG Motor Steinach     | 6–0         |
| BSG Wismut Gera                | – | SC Aufbau Magdeburg    | 1–2         |
| BSG Chemie Zeitz               | – | BSG Motor Zwickau      | 2–3         |
| SC Cottbus                     | – | SC Neubrandenburg      | 0–2         |
| TSG Wismar                     | – | SC Empor Rostock       | 0–2         |
| ASK Vorwärts Leipzig           | – | SC Leipzig             | 0–4         |
| BSG Turbine Magdenburg         | – | BSG Motor Dessau       | 0–1         |
| BSG Lokomotive Halberstadt     | – | SC Karl-Marx-Stadt     | 1–2 dts     |
| ASG Vorwärts Cottbus           | – | SG Dynamo Dresden      | 2–1 dts     |
| BSG Stahl Riesa                | – | BSG Chemie Leipzig     | 0–1         |
| ASG Vorwärts Neubrandenburg    | – | SC Dynamo Berlin       | 1–0 dts ^^^ |
| SG Dynamo Eisleben             | – | BSG Lokomotive Stendal | 2–3         |
| BSG Aktivist Karl-Marx Zwickau | – | BSG Wismut Aue         | 1–1 dts     |
| BSG Motor Köpenick             | – | ASK Vorwärts Berlin    | 1–1 dts     |
| BSG Motor Eisenach             | – | SC Motor Jena          | 0–0 dts     |

^^^ giocata a Waren.

### Ripetizioni
| Casa                |   | Trasferta                      | Risultato |
| ------------------- | - | ------------------------------ | --------- |
| BSG Wismut Aue      | – | BSG Aktivist Karl-Marx Zwickau | 6–1       |
| ASK Vorwärts Berlin | – | BSG Motor Köpenick Berlin      | 0–0 dts#  |
| SC Motor Jena       | – | BSG Motor Eisenach             | 3–0       |

1. Vorwärts Berlin passa il turno al sorteggio

## Ottavi
12 dicembre 1964.
| Casa                   |   | Trasferta                   | Risultato |
| ---------------------- | - | --------------------------- | --------- |
| SC Empor Rostock       | – | SC Motor Jena               | 0–1       |
| BSG Chemie Leipzig     | – | ASK Vorwärts Berlin         | 3–1       |
| BSG Motor Zwickau      | – | ASG Vorwärts Cottbus        | 3–1       |
| SC Leipzig             | – | ASG Vorwärts Neubrandenburg | 5–2       |
| BSG Lokomotive Stendal | – | BSG Wismut Aue              | 2–5       |
| BSG Motor Dessau       | – | SC Chemie Halle             | 2–2 dts   |
| SC Neubrandenburg      | – | SC Aufbau Magdeburg         | 1–1 dts   |

### Ripetizioni
| Casa                |   | Trasferta         | Risultato |
| ------------------- | - | ----------------- | --------- |
| SC Chemie Halle     | – | BSG Motor Dessau  | 3–0       |
| SC Aufbau Magdeburg | – | SC Neubrandenburg | 2–0       |

## Quarti
31 marzo 1965.
| Casa               |   | Trasferta           | Risultato |
| ------------------ | - | ------------------- | --------- |
| SC Karl-Marx-Stadt | – | SC Aufbau Magdeburg | 2–4 dts   |
| BSG Wismut Aue     | – | BSG Chemie Leipzig  | 1–0       |
| SC Motor Jena      | – | SC Leipzig          | 3–1       |
| SC Chemie Halle    | – | BSG Motor Zwickau   | 0–0 dts   |

### Ripetizione
7 aprile 1965.
| Casa              |   | Trasferta       | Risultato |
| ----------------- | - | --------------- | --------- |
| BSG Motor Zwickau | – | SC Chemie Halle | 0–2       |

## Semifinali
2 maggio 1965.
| Casa                |   | Trasferta      | Risultato |
| ------------------- | - | -------------- | --------- |
| SC Chemie Halle     | – | SC Motor Jena  | 0–1       |
| SC Aufbau Magdeburg | – | BSG Wismut Aue | 4–2 dts   |

## Finale
| Arbitro: | Wolfgang Riedel (Falkensee) |

|                                  |           |                   |
| Walter 82’ Hirschmann 89’ (rig.) | Marcatori | 65’ Helmut Müller |

| MAGDEBURG:   |  |                        |  |
|              |  |                        |  |
| GK           |  | Hans-Georg Moldenhauer |  |
| FB           |  | Rainer Wiedemann       |  |
| FB           |  | Günter Fronzeck        |  |
| FB           |  | Manfred Zapf           |  |
| HB           |  | Günter Kubisch         |  |
| HB           |  | Ingo Ruhloff           |  |
| LW           |  | Hermann Stöcker        |  |
| IF           |  | Günter Hirschmann      |  |
| CF           |  | Joachim Walter         |  |
| IF           |  | Wolfgang Seguin        |  |
| RW           |  | Wilfried Klingbiel     |  |
| Manager:     |  |                        |  |
| Ernst Kümmel |  |                        |  |

| LEIPZIG:       |  |                     |  |
|                |  |                     |  |
| GK             |  | Harald Fritzsche    |  |
| FB             |  | Diethard Stricksner |  |
| FB             |  | Peter Rock          |  |
| FB             |  | Siegfried Woitzat   |  |
| HB             |  | Heinz Hergert       |  |
| HB             |  | Heinz Marx          |  |
| LW             |  | Rainer Knobloch     |  |
| IF             |  | Helmut Müller       |  |
| CF             |  | Peter Ducke         |  |
| IF             |  | Dieter Lange        |  |
| RW             |  | Roland Ducke        |  |
| Manager:       |  |                     |  |
| Georg Buschner |  |                     |  |

## Campioni
| Coppa della Germania Est 1964-65   |
| ---------------------------------- |
| SC Aufbau Magdeburg Secondo titolo |